# Île du Moulin bateau
Pour les articles homonymes, voir Île du Moulin.
L'Île du Moulin bateau est une île fluviale française de la Marne située sur le territoire communal de Bonneuil-sur-Marne (Val-de-Marne).